# Ronda Rousey
Ronda Jean Rousey (Riverside, Kalifornija, 1. veljače 1987.) je američka profesionalna hrvačica, MMA borkinja i glumica. Prije potpisivanja ugovora za WWE osvajala je naslove u Strikeforceu i UFC-u. MMA karijeru okončala je s 12 pobjeda i 2 poraza.

## Životopis
Ronda Rousey rođena je 1. veljače 1987. godine u Riversideu. Njezina majka, Ann Maria Rousey DeMars je bila vrhunski judo borac te ju je upisala na judo. Nakon osvajanja brončane medalje u džudu na Ljetnim olimpijskim igrama 2008. godine Ronda Rousey se prebacila na mješovite borilačke vještine (MMA) i ubrzo je postala najveća zvijezda u ženskom MMA-u. U 2012. godini postala je prva žena prvakinja Ultimate Fighting Championshipa. Rousey se 2018. pridružila World Wrestling Entertainmentu (WWE).

## Karijera u mješovitim borilačkim vještinama

### Strikeforce
Rousey je 2011. godine debitirala u borilačkoj organizaciji Strikeforce protiv Sarah D'Alelio. 2012. godine Rousey je postala Strikeforce prvakinja u ženskoj bantam kategoriji pobijedivši Mieshu Tate te je nakon toga jednom branila Strikeforce pojas protiv Sarah Kaufman.

### Ultimate Fighting Championship
Ronda Rousey je 2012. godine potpisala ugovor s UFC-om te postala prva borkinja u najpoznatijoj MMA organizaciji. U prvoj borbi pobijedila je polugom Liz Carmouche. Nakon toga obranila je naslov prvakinje u bantam kategoriji protiv Mieshe Tate, Sare McMann, Alexis Davis, Cat Zingano te Beth Correia. Rondina dominacija završila je porazom nokautom od Holly Holm u studenom 2015. godine. Rousey se na pobjedničke staze pokušala vratiti u prosincu 2016. godine protiv prvakinje Amande Nunes. U kratkoj borbi Nunes je pobijedila za samo 48 sekundi tehničkim nokautom.